# XIXe siècle en aéronautique
 (septembre 2024).
Si vous disposez d'ouvrages ou d'articles de référence ou si vous connaissez des sites web de qualité traitant du thème abordé ici, merci de compléter l'article en donnant les références utiles à sa vérifiabilité et en les liant à la section « Notes et références ».
Pour un article plus général, voir Chronologie de l'aéronautique.
Cette page présente les inventions et découvertes du XIXe siècle en aéronautique, période majeure du développement des ballons. Le dernier quart de siècle voit le développement des dirigeables, puis des « plus lourds que l'air » qui décollent avec leur pilote dans la dernière décennie.

## Évènements
- 1802
  - Juin : Humboldt et Bompland utilisent des montgolfières afin de procéder à des observations de température et de pression barométrique en altitude.

- 1803
  - 3-4 octobre : l'aéronaute français André-Jacques Garnerin couvre une distance de 395 km entre Paris et Clausen avec sa montgolfière.

- 1804
  - 19 septembre : première ascension à plus de 7 000 m par Louis Joseph Gay-Lussac.

- 1821
  - 19 juillet : première utilisation par Charles Green du gaz d'éclairage pour gonfler les ballons.

- 1836
  - 7-8 novembre : l'aéronaute anglais Charles Green effectue un vol en montgolfière de 722 km entre Londres et Weilbourg.

- 1841
  - 12 février : l'aéronaute allemand Karl von Salminen couvre une distance de 684 km.

- 1849
  - 12 juillet : des ballons sont utilisés pour la première fois pour effectuer des bombardements aériens. Les Autrichiens bombardent ainsi Venise.
  - 7 octobre : l'aéronaute français Francisque Arban franchit les Alpes en ballon reliant la France et l'Italie de Marseille à Stubini près de Turin.

- 1852
  - 24 septembre : Henri Giffard effectue le premier vol en ballon dirigeable à Paris.

- 1856
  - décembre : à bord d'une barque ailée baptisée Albatros installée sur un système de lancement rudimentaire formé d'une voiture à cheval, un marin de commerce breton, Jean-Marie Le Bris, effectue le premier essai en vol d'un planeur monté. Il parcourt entre 100 et 200 mètres.

- 1857
  - Félix du Temple effectue le premier vol horizontal avec décollage du sol par un engin plus lourd que l'air (avec un modèle réduit).
  - 5 septembre : naissance de Constantin Tsiolkovski, pionnier des fusées, à Ijevskoïe.

- 1858
  - Le photographe français Nadar réalise la première photographie aérienne depuis un ballon captif à 80 mètres d'altitude. Il prend un cliché de Paris.

- 1862
  - Inspiré par les exploits de Nadar, Jules Verne publie Cinq Semaines en ballon.
  - 5 septembre : première ascension en ballon à gaz à plus de 9 000 m par James Glashier

- 1865
  - Publication du roman du voyage vers la lune De la Terre à la Lune par Jules Verne.

- 1870
  - Les ballons assurent les seules liaisons avec le reste du pays pendant le siège prussien[Lequel ?]. Du 23 septembre 1870 au 28 janvier 1871, 66 ballons brisent ainsi le siège, transportant notamment plus de 2,5 millions de lettres.

- 1871
  - Le Français Alphonse Pénaud fait voler le planophore, un monoplan de la taille d'un jouet, muni d'un empennage et dont il tordait (gauchissait) la voilure pour compenser le couple de l'hélice.

- 1872
  - 2 février : vol du dirigeable de Stanislas Dupuy de Lôme propulsé par la force musculaire. L'objectif était surtout de choisir le terrain d'atterrissage par un déplacement à droite ou à gauche du ballon.

- 1874
  - Alphonse Pénaud met au point le moteur à fils de caoutchouc tordus.

- 1881
  - Louis-Pierre Mouillard publie L'Empire de l'Air - Essai d'ornithologie appliquée à l'Aviation dans lequel il relate ses observations sur le vol des oiseaux voiliers, notamment les vautours, et manifeste sa foi en la possibilité du vol à voile humain.

- 1882
  - 5 octobre : naissance de Robert Hutchins Goddard, ingénieur et physicien américain, précurseur en astronautique, qui mettra au point un des premiers prototypes de fusées à ergols liquides.

- 1884Premiers vols libres entièrement contrôlés de Krebs & Renard, avec le dirigeable électrique La France, près de Paris en 1884.

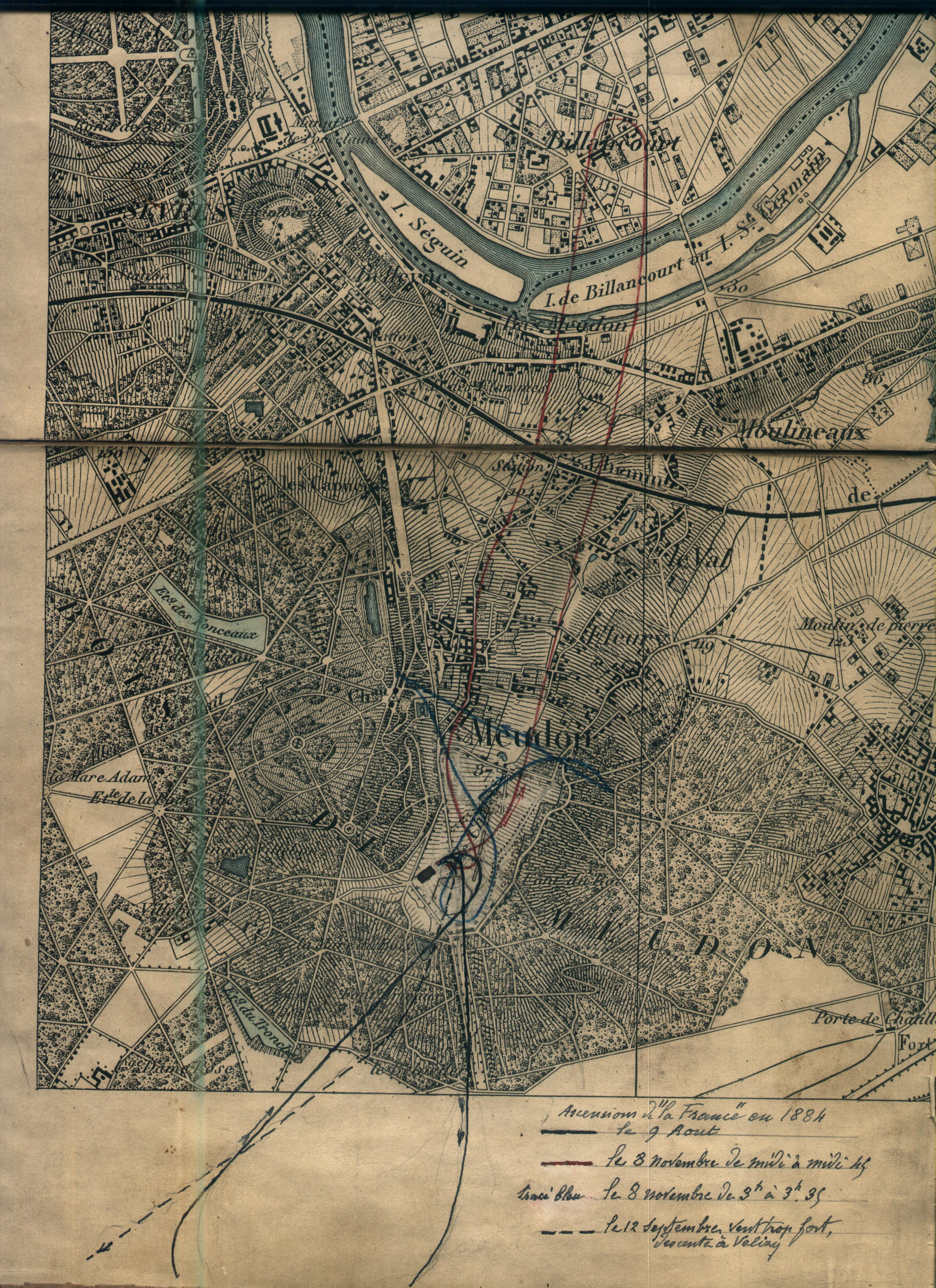
Premiers vols libres entièrement contrôlés de Krebs & Renard, avec le dirigeable électrique La France, près de Paris en 1884.

  - 9 août : Le France, dirigeable de 1 864 m3, 50 m de long, de Charles Renard et Arthur Krebs, réalise le premier circuit aérien pleinement contrôlé. Il est propulsé par un moteur électrique de 8,5 ch.

- 1886

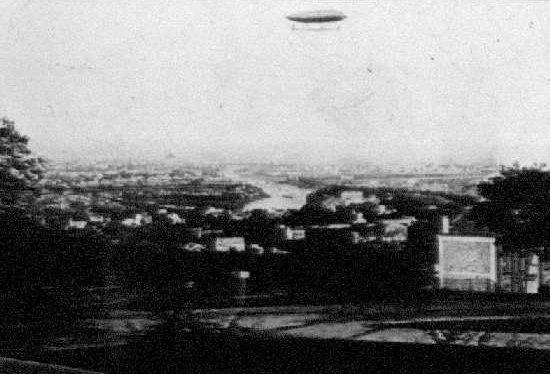
L'astronome Jules Janssen a pris cette photo du dirigeable La France des officiers français Charles Renard et Arthur Krebs depuis son observatoire astrophysique de Meudon en 1885.

  - 13 septembre : premier vol en ballon de plus de 24 heures par Henry Hervé.

- 1889
  - Otto Lilienthal publie ses recherches sur le vol des oiseaux, Le vol de l'oiseau, bases de l'art du vol. Contrairement à Léonard de Vinci, c'est le phénomène de planeur qui intéresse Lilienthal.

- 1890
  - 9 octobre : dans le parc du château d'Armainvilliers, le Français Clément Ader réussit à faire décoller un appareil de sa conception baptisé Éole. Cet aéroplane rudimentaire, propulsé par un moteur à vapeur, qui ne possède aucune commande et a une aile dont la forme s'inspire de celle d'une chauve-souris, la Roussette des indes. Il accomplit un saut de puce sur une cinquantaine de mètres à 20 cm du sol.

- 1891
  - Otto Lilienthal construit ses premiers planeurs.
  - Septembre : Clément Ader endommage l'Éole en essayant pour la seconde fois de décoller. Il effectue désormais ses essais sur le terrain militaire de Satory.
  - 31 octobre : le journal The Railroad and Engineering Journal de Chicago commence la publication d'une série d'articles d'Octave Chanute sur les progrès dans le domaine de l'aéronautique. Chanute entretient en particulier une correspondance régulière avec le français Louis Mouillard et les frères Lillienthal.
  - 31 décembre : Samuel Pierpont Langley publie Experiments in aerodynamics, ouvrage dans lequel il étudie les réactions de l'air sur les plans en mouvement.

- 1892
  - 3 février : Clément Ader signe un contrat avec le ministre de la Guerre Charles de Freycinet, par lequel il s'engage à fournir un appareil capable de voler à plusieurs centaines de mètres de hauteur. Il reçoit en échange une subvention de 300 000 francs.

- 1894
  - 24 juillet : Clément Ader reçoit du Ministère de la guerre une subvention de 250 000 francs pour construire l'Avion III. La convention stipule que l'avion doit pouvoir manœuvrer dans l'air pendant un minimum de six heures et atteindre plusieurs centaines de mètres d'altitude !
- 31 juillet : Sir Hiram Maxim fait des essais captifs sur un engin plus lourd que l'air propulsé à la vapeur. L'aéroplane, installé sur une voie ferrée de 550 m de long équipée de deux rails latéraux pour garder la ligne droite pendant le décollage, effectue un saut de 60 cm avant de se briser sur les rails.

- 1895
  - 28 novembre :  l'Américain Samuel Pierpont Langley fait voler au-dessus du Potomac l'aérodrome n° 5, maquette d'aéroplane en acier équipée d'un moteur à vapeur. Catapulté, il parcourt environ 900 m. Il termine son vol et sa carrière dans le fleuve.

- 1896
  - 6 mai : l'Aerodrome n°5 de Samuel Pierpont Langley survole le Potomac pendant une minute trente-cinq secondes, parcourant environ 900 m. Il s'agit d'un biplan en tandem de 1,20 m d'envergure, un moteur bicylindre à vapeur de 1 ch entraînant deux hélices. Cette performance a été réalisée en présence de Graham Bell.
  - 10 août : Otto Lilienthal se tue en planeur. Il effectua quelque 2 000 vols sur les 18 machines qu'il construisit entre 1891 et 1896. Ces machines volantes tenaient plus du deltaplane que de l'avion.
  - 12 septembre : Octave Chanute construit des planeurs qu'il fait essayer par Augustus Herring, William Avery et William Boutousov, étant trop âgé pour voler et tomber. Le vol le plus long, réalisé ce jour par Herring, est de 123 mètres pour 14 secondes de vol.

- 1897
  - 14 juin : Herman Wölfert et le mécanicien Karl Knabe se tuent à bord du dirigeable Deutschland, qui vient d'être équipé d'un moteur Daimler de 8 ch. Le dirigeable a pris feu durant une ascension à Tempelhof.
  - 19 juin : l'anglais Percy Pilcher, fortement influencé par Otto Lilienthal, réalise un vol de 200 m avec un planeur, le Hawk, équipé de deux roues de bicyclette formant le train d'atterrissage. L'envol s'effectue au moyen d'un treuil actionné par des aides et parfois par des chevaux.
  - 30 juin : Victor Tatin et Charles Richet font voler à Carqueiranne un aéroplane mu par la vapeur mais non monté. Cet engin de 33 kg fait un vol de 140 m en ligne droite.
  - 20 septembre : décès au Caire de Louis Mouillard.
  - 14 octobre : l'Avion III de Clément Ader se brise après une course de 200 mètres au camp militaire de Satory, devant le ministre de la Guerre. Rédigé le 21 octobre par le général Mensier, le procès-verbal de cet essais ne précise pas si l'appareil, victime d'une rafale de vent par l'arrière, a réellement volé. Il recommande cependant la poursuite des travaux.
  - 3 novembre : échec de l'ascension du premier dirigeable rigide (entièrement métallique) de Ernst Jaegels à Berlin.

- 1898
  - 31 mars : le ministère de la Guerre français dénonce les conventions passées avec Clément Ader. C'est la conséquence de l'accident du 14 octobre. Ader abandonne ses travaux sur l'aviation.
  - 3 septembre : Clément Ader dépose le brevet d'un moteur d'automobiles disposant de deux cylindres en V.
  - 18 septembre : Alberto Santos-Dumont équipe son dirigeable no 1 d'un moteur de Dion-Bouton de 1,75 ch. Il va ensuite le modifier en ajoutant un second cylindre en tandem.
  - 11 octobre : à Saint-Joseph, Michigan, Augustus Herring fait décoller un biplan équipé d'un moteur à air comprimé de 3 ch en présence d'Octave Chanute.
  - 20 octobre : création de l'Aéro-Club de France dont le but est de réunir tous ceux qui s'intéressent de près ou de loin à l'aviation.

- 1899
  - 2 octobre : le pionnier anglais, Percy Pilcher décède après avoir fait deux jours plus tôt une chute de 9 m en planeur.